# Sabre modèle 1822

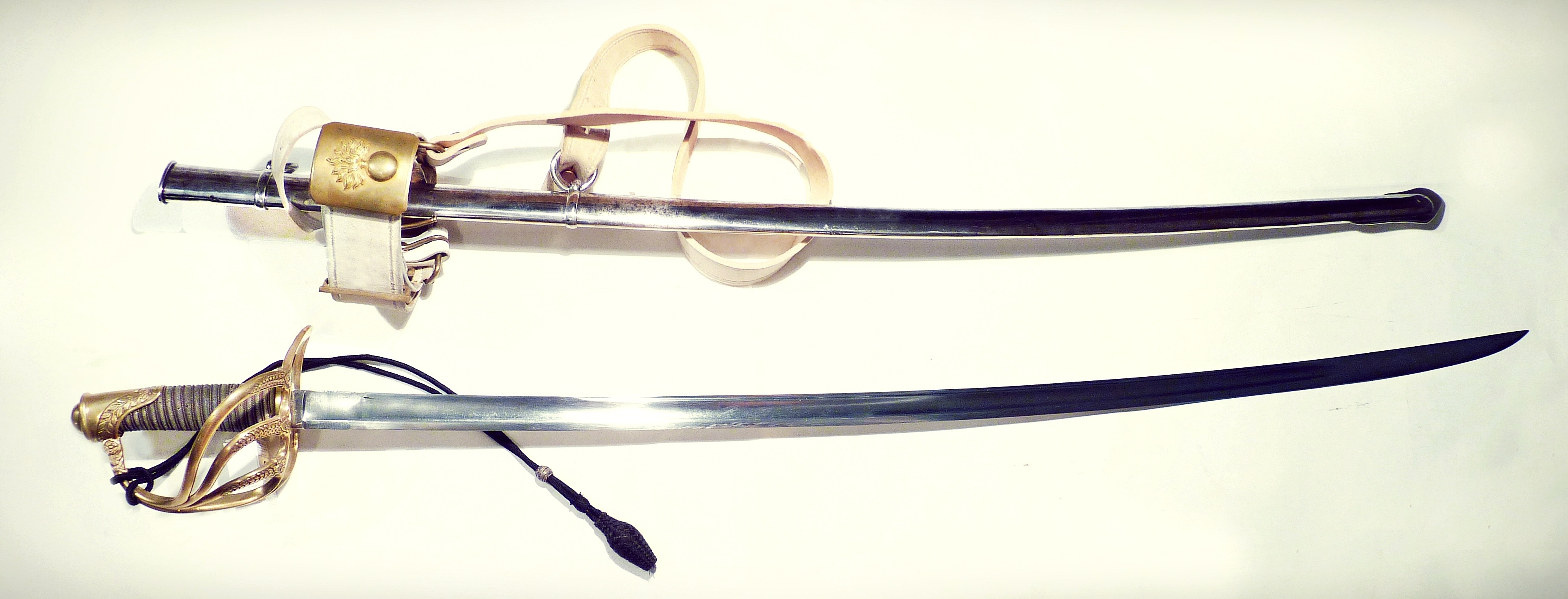
Sabre modèle 1822 d'officier de cavalerie de ligne.

Le sabre modèle 1822  est un sabre français de cavalerie, pour la troupe et les officiers. Il est introduit le 18 janvier 1822 par le comité de la cavalerie, en remplacement de tous les modèles précédents : An IX, An XI, 1816, et 1817 pour la cavalerie légère, et An XI, An XIII, et 1816 pour la cavalerie lourde.

## Description
La lame courbe du modèle 1822, dite de Montmorency, est préférée à celles du modèle 1816 : elle est jugée aussi efficace en attaque de taille qu'en pointe. Deux modèles sont créés : un pour la cavalerie légère, et un pour la cavalerie lourde et de ligne, ils équipent la troupe ainsi que les officiers. Les premiers modèles portent sur le dos de la lame la signature « Manufacture royale du Klingenthal », puis « Manufacture royale de Châtellerault » à partir de 1829.
Ce sabre suivra l'armée française pendant près de 150 ans : Conquête de l'Algérie par la France, guerre de Crimée, expédition du Mexique, guerres en Afrique, guerre de 1870, guerre de 14-18, etc.
Il est encore en service et équipe notamment le régiment de cavalerie de la garde républicaine et les élèves de 2e année de l'École spéciale militaire de Saint-Cyr.
l'Ordre Serré sabre (défilé avec le sabre) des eleves officiers de  l'Ecole d'Application de l'Arme Blindée Cavalerie  (E.A.A.B.C. saumur)  se fait avec des sabres modèle 1822 .

## Caractéristiques

### Sabre modèle 1822 de cavalerie légère
Il équipa les hussards, chasseurs à cheval, lanciers (assez peu de temps), spahis, chasseurs d’Afrique, artilleurs à cheval de la ligne et de la garde, conducteurs du train, sapeurs conducteurs du génie, gendarmes à cheval, traducteurs… Les artilleurs à cheval de la ligne le gardèrent jusqu'à l'adoption d'un sabre produit spécialement pour eux : le sabre modèle 1829 de canonnier monté (cependant, dès 1856, les officiers d'artillerie reprennent le modèle 1822 de cavalerie légère ; la troupe y revient à son tour après la guerre de 1870-1871).
La fabrication de ce sabre est estimée à environ 150 000 exemplaires.
Caractéristiques réglementaires de l'arme lors de sa mise en service :
- longueur de la lame : 92 cm
- type de lame : lame courbe à la montmorency, un pan creux et une gouttière au fort sur chaque face
- flèche : ±3,8 cm
- largeur au talon : 3,1 cm
- monture : en laiton, trois branches, avec dorures et ciselages pour les officiers
- poignée : bois encordé recouvert de basane, avec filigrane laiton ; en corne de buffle pour certains officiers
- fourreau : tôle d'acier, deux bracelets de bélière
- poids avec fourreau : 2,1 kg

En 1883, la lame courbe de certains sabres de troupe est mise à droit par redressement, et raccourcie à 87 cm : on parlera donc du modèle 1822 transformé 1883 (environ 3000 sabres seront ainsi modifiés et affectés à la cavalerie légère, les autres utilisateurs du sabre 1822 conservant le modèle courbe). Par décision ministérielle du 31 janvier 1887, le bracelet de bélière inférieur des sabres non transformés est supprimé (les sabres sont désormais attachés à la selle des chevaux quand les cavaliers sont montés). L'arme ainsi modifiée reçoit officiellement l'appellation de « sabre de cavalerie légère modèle 1822 à un bracelet ». La gendarmerie adopte cette modification à partir de 1888.
En 1899, le sabre d'officier de cavalerie légère modèle 1822 fait l'objet d'une nouvelle description réglementaire et prend le nom de « sabre d'officier d'artillerie modèle 1822-99 ». À cette date, les officiers d'artillerie sont en effet les plus nombreux à utiliser ce modèle, les officiers de cavalerie légère étant équipés de sabres droits depuis 1883 (modèles 1883 et 1896).

### Sabre modèle 1822 de cavalerie lourde et de ligne
Ce sabre fut le premier et seul modèle à lame courbe à équiper la cavalerie lourde française. Il créa polémique lors de sa mise en service et gagnera plus tard le surnom de bancal. Il équipa cuirassiers, carabiniers, dragons, lanciers, et la cavalerie lourde de la garde impériale. Il fut fabriqué d'abord à Klingenthal, puis à Châtellerault jusqu'en 1851.
La fabrication de ce sabre est estimée à environ 25 000 exemplaires.
Caractéristiques réglementaires de l'arme lors de sa mise en service :
- longueur de la lame : 97,46 cm
- type de lame : lame courbe à la montmorency, un pan creux et une gouttière au fort sur chaque face
- flèche : ±2.3 cm
- largeur au talon : 3 cm
- monture : en laiton, quatre branches, avec dorures et ciselages pour les officiers
- poignée : bois encordé recouvert de basane, avec filigrane laiton ; en corne de buffle pour certains officiers
- fourreau : tôle d'acier, deux bracelets de bélière
- poids avec fourreau : 2,3 kg

Peu à peu, ce sabre sera remplacé par le modèle 1854, à commencer par les dragons et carabiniers, puis les cuirassiers. Il terminera son service avec la chute du Second Empire, il équipait encore les lanciers.